# コーチェル・ビルカー
コーチェル・ビルカー FRS （1978年 - 、クルド語: کۆچەر بیرکار、クルド語ラテン翻字: Caucher Birkar, Koçer Bîrkar、意味は「移民の数学者または数学を探究する人」; 本名は、波:  فریدون درخشانی、ペルシア語ラテン翻字: Fereydoun Derakhshani）は、イギリスを本拠地とするイラン系クルド人の数学者で、ケンブリッジ大学の教授である。イランのコルデスターン州マリヴァン郡出身。
ビルカーは現代双有理幾何学への重要な貢献者の一人である。2010年、ビルカーは代数幾何学における貢献に対し、数学と統計学におけるリーヴァーヒューム賞を受賞した。 次に2016年、AMSジャーナル(2010)における「対数一般型多様体に対する極小モデルの存在」の論文(P. カッシーニ、クリストファー・ハコン、ジェームズ・マッカーナンとの共著、通称頭文字をとって[BCHM]と言われる)に対して、AMSムーア賞を授賞した。そして2018年、ビルカーに、「ファノ多様体の境界性の証明と極小モデルプログラムへの貢献」に対して、フィールズ賞が授与された。 

## 初期と教育
ビルカーはクルド民族として、イランのコルデスターン州のマリアヴァン郡に、自給自足の地で1978年生まれ、イラン・イラク戦争の中で育った。ビルカーは、テヘラン大学で数学を専攻し、学士号を得た。ビルカーは2000年、国際数学コンペティションで銅賞を得、直後に、大学での勉強を継続したまま、難民としてイギリスに移住し政治的亡命を求めた。2001年から2004年まで、ビルカーはノッティンガム大学の博士課程の生徒だった。2003年、ビルカーは最も有望な博士課程の学生として、ロンドン数学会によりセシル王旅行奨学金を受けた。イギリスへの移民の都合上、ビルカーは名前を「コーチェル・ビルカー」に変えた。その意味するところは、クルド語で「移民の数学者または数学を探究する人」である。

## 研究と経歴
パオロ・カッシーニ、クリストファー・ハコン、ジェームズ・マッカーナンと共に、ビルカーは対数一般型の多様体に対する対数フリップの存在、対数正則環の有限生成、極小モデルの存在を含む幾つもの予想を解決し、ヴャチェスラフ・ショクロフと、ハコン-マッカーナンの初期の仕事上に業績を構築していった。
対数正則特異点の解決において、ビルカーは極小モデルとアバンダンス予想の鍵となる場合とともに対数フリップの存在性を証明した。(これはハコンとチェンヤン・シューにより独立に証明された。)
異なる方向で、ビルカーは非負の小平次元の多様体上の多正則系により誘導される飯高ファイブレーションの有効性に対する飯高の昔からの問題を研究した。この問題は二つからなる。一つはフィブレーションの一般ファイバーに関連し、一つはフィブレーションの基底に関連する。ビルカーとチャンは、問題の後者について共同で解決し、それにより飯高の問題を小平次元ゼロの特殊な場合に本質的に還元した。
より近年の業績では、ビルカーはファノ多様体と線型系の特異点を研究した。ビルカーはショクロフの補集合の境界性に関する予想や、ファノ多様体の境界性のボリソフ-アレクシーエフ-ボリソフ予想といった幾つかの基本的な問題を証明した。ビルカーはファノ多様体と極小モデル問題に対する貢献により、フィールズ賞を受賞した。シモンズ財団より視聴可能な動画がある。ビルカーは、フィールズ賞は世界中の4万人のクルド人の「唇に微笑を添えた」という希望を表明した。ビルカーのフィールズメダルは、彼に授与された同じ日に盗まれた。2018年のICMの特別式典にて、ビルカーは代わりのメダルを贈られた。
ビルカーは正の標数の体上の双有理幾何学の分野でも活発に活動している。ビルカ－の業績は、ハコン-シューの業績と共に、少なくとも7の標数の体上の3次元多様体の極小モデルプログラムをほぼ完成するとこまで来ている。

## 賞と名誉
- 2010 「代数幾何学における基本的な研究への顕著な貢献」に対して、数学と統計学におけるリーヴァーヒューム賞（英語版）[7][25]
- 2010 パリ基礎数理科学賞[26]
- 2016 アメリカ数学会ムーア賞（英語版）[27]
- 2018 フィールズ賞[9]
- 2019 サラハディーン大学アルビールの名誉博士号[28]

## 人物
- 權業善範 曰く、ビルカーは、イタリアで開かれた大規模な代数幾何学の研究集会にて、昼休みに周りの研究者をフットサルに誘った。結果は、ビルカーのスーパーテクニカルプレイにより、ビルカーのチームの勝利だった[29] 。

## 更なる読み物
- Kevin Hartnett (1 August 2018), "An innovator who brings order to an infinitude of equations", Quanta Magazine。